# Go2Sky
Go2Sky es una compañía aérea eslovaca situada en Bratislava y con base en el Aeropuerto de Bratislava. La aerolínea eslovaca más joven ofrece sus aviones para vuelos chárter no regulares, de pasajeros, carga y correo. Además, la aerolínea ofrece alquiler de las aeronaves, diseñado para otras compañías aéreas (AOC) y para vuelos chárter.

## Destinos
Para la temporada de verano de 2014, la aerolínea había firmado un contrato de arrendamiento con la compañía de vuelos chárter italiana Mistral Air para dos aviones y con Hamburg Airways para una armadura de avión. La aeronave realizará vuelos chárter no regulares a Europa, Asia y África.

## Flota

### Flota Actual
La flota de la aerolínea consiste en (mayo de 2023):
La flota de la aerolínea posee a mayo de 2023 una edad media de 20.3 años.